# Lionel Baier
Lionel Baier (* 13. Dezember 1975 in Lausanne) ist ein Schweizer Filmregisseur und Drehbuchautor sowie Dozent.

## Biografie
Die Familie hat väterlicherseits polnische Wurzeln. Er wuchs in Lausanne in einer evangelischen Pfarrersfamilie auf und studierte an der dortigen Universität von 1995 bis 1999 Filmwissenschaft, Französisch und Italienisch. Gemeinsam mit Ursula Meier, Jean-Stéphane Bron und Frédéric Mermoud gründete er 2009 die Produktionsfirma Bande à Part Films mit Sitz in Lausanne.
Seine Filme wurden mehrfach für den Schweizer Filmpreis nominiert bzw. damit ausgezeichnet: Émile de 1 à 5 wurde 2012 in der Kategorie Bester Kurzfilm nominiert. Comme des voleurs war 2007 als Bester Spielfilm nominiert, ebenso Les grandes Ondes (à L'ouest) 2014 sowie 2016 La vanité; die beiden letzten waren ebenfalls für den Preis für das beste Drehbuch nominiert, das Baier gemeinsam mit Julien Bouissoux geschrieben hatte. Für ihre Darstellung in La vanité wurden Patrick Lapp mit dem Preis für die beste männliche Hauptrolle sowie Ivan Georgiev mit dem Preis für den besten Nebendarsteller ausgezeichnet.
Seine Filme wurden an diversen namhaften Festivals gezeigt; La vanité wurde 2015 an den Filmfestspielen von Cannes in der Sektion ACID uraufgeführt, und später auf der Piazza Grande am Filmfestival Locarno gezeigt. 2018 erschien Der Fall Mathieu (Ondes de choc – Prénom: Mathieu), als Teil der losen TV-Krimiserie Schockwellen (Ondes de choc), beruhend auf wahren Geschichten. Der Film wurde im Rahmen der Berlinale uraufgeführt. Sein Kinospielfilm La dérive des continents (au sud), mit Isabelle Carré, Théodore Pellerin und Ursina Lardi in den Hauptrollen, feierte 2022 in der Sektion Quinzaine des réalisateurs in Cannes Premiere und wurde ebenfalls am Filmfestival von Locarno aufgeführt.
Nebst seiner Tätigkeit als Regisseur und Drehbuchautor ist er Dozent an der Lausanner Filmhochschule écal, deren Filmdepartement er von 2002 bis 2021 leitete. Im September 2023 übernahm er die Leitung der Regieabteilung an der renommierten Filmhochschule La Fémis in Paris.

## Filmografie (Auswahl)
- 2000: Celui au pasteur
- 2002: La Parade (notre histoire)
- 2004: Dummer Junge – Garçon stupide
- 2006: Comme des voleurs
- 2008: Un autre homme
- 2011: La faute à Rousseau (Co-Regie)
- 2012: Émile de 1 à 5 (Kurzfilm)
- 2013: Les grandes ondes (à l’Ouest)
- 2015: La vanité
- 2018: Schockwellen – Der Fall Mathieu (Ondes de choc – Prénom: Mathieu)
- 2022: Nathalie – Überwindung der Grenzen
- 2024: Hundschuldig (Le procès du chien) (Produktion)

## Theater

### Inszenierung
- 2022 : Foucault en Californie, nach dem Buch von Simeon Wade, Théâtre Vidy-Lausanne[17]